# 堀江友裕
堀江 友裕（ほりえ ともひろ、1997年6月23日 - ）は、日本の男子バレーボール選手である。

## 来歴
大阪府堺市出身。姉の影響で小学1年生の頃からバレーボールを始める。
2010年、宇陀市立菟田野中学校に入学。
2013年、開智高等学校（和歌山県）に進学。2014年、U-18日本代表に選出され、アジアユース選手権に出場。準優勝に貢献して自身もベストリベロ賞を受賞した。2015年、U-19日本代表として世界ユース選手権に出場。
2016年、早稲田大学に進学。同年、U-20日本代表としてアジアジュニア選手権に出場。2017年、U-21日本代表として世界ジュニア選手権に出場。2018年、アジア競技大会に日本代表として出場。2019年、アジアU-23選手権にU-23日本代表として出場した。また、早稲田大学のチームでは、2017年より全日本インカレで3連覇を果たした（チームの連覇は2020年以降も続く。）。
2019-20シーズン、V.LEAGUE DIVISION1 MEN（V1男子）に所属する地元の堺ブレイザーズ（現・日本製鉄堺ブレイザーズ）の内定選手となった。内定選手としてV1男子の試合に出場しVリーグデビューを果たした。
2020年、大学卒業後に、堺ブレイザーズに入団した。

## 球歴
- 日本代表
  - アジア競技大会 - 2018年
- ユース日本代表
  - アジアU-23選手権 - 2019年
  - 世界ジュニア選手権(U-21) - 2017年
  - アジアジュニア選手権(U-20) - 2016年
  - 世界ユース選手権(U-19) - 2015年
  - アジアユース選手権(U-18) - 2014年

## 所属チーム
- 開智高等学校（和歌山県）（2013-2016年）
- 早稲田大学（2016-2020年）
- 堺ブレイザーズ/日本製鉄堺ブレイザーズ（2020年-）

## 受賞歴
- 2014年 - アジアユース選手権 ベストリベロ賞